# Distrito electoral de Gilmore II (condado de Sarpy, Nebraska)
Gilmore II (en inglés: Gilmore II Precinct) es un distrito electoral ubicado en el condado de Sarpy en el estado estadounidense de Nebraska. En el Censo de 2010 tenía una población de 1590 habitantes y una densidad poblacional de 192,08 personas por km².

## Geografía
Gilmore II se encuentra ubicado en las coordenadas 41°10′23″N 96°0′4″O / 41.17306, -96.00111. Según la Oficina del Censo de los Estados Unidos, Gilmore II tiene una superficie total de 8.28 km², de la cual 8.21 km² corresponden a tierra firme y (0.78%) 0.06 km² es agua.

## Demografía
Según el censo de 2010, había 1590 personas residiendo en Gilmore II. La densidad de población era de 192,08 hab./km². De los 1590 habitantes, Gilmore II estaba compuesto por el 87.04% blancos, el 2.7% eran afroamericanos, el 0.5% eran amerindios, el 4.34% eran asiáticos, el 2.89% eran de otras razas y el 2.52% pertenecían a dos o más razas. Del total de la población el 7.04% eran hispanos o latinos de cualquier raza.